# Jocs de Cotswold
Els Jocs Olímpics de Cotswold és una celebració esportiva pública que té lloc cada any després del "Bank holyday" de la primavera, al costat de, Chipping Campden, en el Cotswolds anglès. Els Jocs probablement van començar el 1622, i han continuat de manera irregular fins a l'actualitat. Van ser creats en el seu inici per un advocat local, Robert Dover, amb l'aprovació del rei Jaume I d'Anglaterra La motivació de Dover per organitzar els Jocs va poder haver estat la seva creença que l'exercici físic era necessari per al defensa del regne, però també pogués haver estat un intent d'ajuntar a rics i pobres; van participar en els Jocs tots els estrats socials, incloent a la reialesa en una ocasió.
Les competicions incloïen carreres a cavall, caça amb sabuesos, carreres, saltar, ballar, llançament de almádena, lluita d'espases i maces, vares i lluita cos a cos. Petites apostes tenien lloc en tendes i cabines que s'erigien per jugar a jocs com a escacs i cartes, i es distribuïa menjar abundant per tot aquell que participés. Una estructura de fusta provisional nomenada "Castell de Dover" es va aixecar en un amfiteatre natural en el que ara es coneix com el turó de Dover, equipada amb canons petits que disparaven salves per celebrar l'inici dels jocs.
Els Jocs tenien lloc en el dijous i divendres de la setmana de la Pentecosta, normalment entre maig i juny. Moltspuritans del segle xvii censuraven aquestes festivitats, que es creien d'origen pagà, i especialment desaprovaven qualsevol tipus de celebració en un diumenge o qualsevol altra festivitat eclesiàstica com en la Pentecosta. Cap a l'època de la mort del rei Jaume el 1625, molts terratinents puritans havien prohibit als seus treballadors participar en tals festejos; les tensions creixents entre els seguidors del rei i els puritans, van desencadenar l'esclat de la Guerra Civil anglesa el 1642, suposant la fi dels jocs.
Reviscuts després de la Restauració anglesa de 1660, els Jocs van anar degenerant gradualment en un festival desorganitzat de pueblerins borratxos, d'acord amb els crítics. Els Jocs van acabar una altra vegada el 1852, quan el ben comunal sobre el qual tenien lloc va ser dividit entre terratinents i grangers i posteriorment reasignat. Des de 1966 els Jocs han tingut lloc cada any en el divendres posterior a les´vacances del Bank holyday de la primavera. Les competicions han inclòs el joc de la soga, gymkhanas eqüestres, shin-kicking -esport anglès consistent a derrocar al contrincant amb puntades als canyells-, dwile flonking -joc en el qual un dos equips ballen per torns mentre el contrincant tracta de copejar-los amb un drap mullat en cervesa-, carreres de motocròs, judo, destrossa de pianos, i dansa morris. L'Associació Olímpica britànica ha reconegut als Jocs Olímpics de Cotswold com «les primeres sacsejades dels inicis Olímpics de Gran Bretanya».

## Orígens
Els primers Jocs Olímpics probablement es van celebrar el 1622, organitzats per advocat Robert Dover, a pesar que diferents fonts donen dates des de 1601 fins a 1612. Es coneix poc sobre Dover; probablement va néixer entre 1575 i 1582 a Norfolk, un dels quatre nens nascuts de John Dover, i va poder haver estat admès al Queen's College a Cambridge el 1583. Va sortir d'allí aviat per evitar el Jurament de Supremacia. Dover va ser admès en la Gray's Inn el 27 de febrer de 1636, sent col·legiat probablement el 1641, és possible que aquest mateix any es traslladés a Saintbury, al costat de Chipping Campden, amb la seva dona i fills.
No és clar si Dover va començar els Joc des de zero o si va aprofitar algun esdeveniment precedent, potser una "church ale" -festeig en el qual una demarcació de la diòcesi subministrava cervesa-. Els Jocs van obtenir l'aprovació del rei Jaume I d'Anglaterra, qui en el seu llibre de consells al seu fill, Basilikon Doron (1599), havia escrit que per promoure bons sentiments entre les persones comunes cap al seu rei, «certs dies a l'any haurien de ser designats, per a goig del poble, amb espectacles públics de tot joc honest i exercici de les armes».A pesar que per aquells temps hi havia una creixent admiració pels antics grecs, Dover va poder haver estat motivat per reflexions més militars que culturals. El seu biògraf, Christopher Whitfield, reivindicava que Dover va combinar antigues pràctiques rurals amb «la mitologia clàssica i la cultura del Renaixement, unint-les al mateix temps amb el tron i l'Església Protestant de La seva Majestat». Dover defensava que l'exercici físic era necessari per la defensa del regne. També va pugue haver tingut fe en què els Jocs unirien a rics i pobres, augmentant l'harmonia social, un ideal que podria explicar per què l'esdeveniment va calar en la imaginació pública.
Endymion Porter, un membre de la cort del rei Jaume, tenia una propietat al poble de Aston-sub-Edge, proper a la casa de Dover. Dover va oficiar com a agent legal de Porter entre els anys 1622 i 1640, i a través d'ell el rei Jaume va enviar algunes de les seves pròpies vestidures a Dover, «amb el propòsit d'honrar-ho a ell i en conseqüència a la solemnitat dels Jocs». El rei també va poder haver concedit a Dover un escut d'armes, amb la llegenda "Do Ever Good" (Fent Sempre el Be), tal com va defensar el net de Dover, una reclamació que va ser rebutjada per les autoritats heràldiques el 1682.
El Annalia Dubrensia (Annals de Dover), una col·lecció de poemes elogiant a Dover i els seus assoliments en promoure i organitzar els Jocs, va ser publicat el 1636. Entre els col·laboradors, es trobaven poetes tan coneguts com Michael Drayton, Ben Jonson, Thomas Randolph, i Thomas Heywood. Ells van veure els jocs com una forma de revitalitzar la vida social tradicional d'Anglaterra, contrarestant l'oposició de crítiques a aquests festejos, que es queixaven de «comportaments embriacs i sexualment licenciosos», remarcant la «pacífica i educada» naturalesa de les festes, arribant a enaltir els Jocs com «un gest de lleialtat cap al Rei». Els Jocs havien adquirit el seu títol de «Olímpics» per l'època en què el Annalia Dubrensia va ser publicat, una denominació aprovada per Dover, ja que secularizaba la reunió al mateix temps que li atorgava cert aire de gentrificació esportiva en unir-los a les Olimpíades de la Grècia clàssica. En haver estat educat en una família catòlica, Dover bé podria haver estat tan astut com per no atreure l'atenció cap a la religió, especialment si els Jocs havien ocupat el lloc d'una festa eclesiàstica com la church ale.

## Desenvolupament dels Jocs
Els Jocs tenien lloc en un amfiteatre natural en el que avui es coneix com el Turó de Dover (Dover's Hill), llavors nomenada la Plana Kingcombe (Kingcombe Plain), al nord de la ciutat de Chipping Campden, a Gloucestershire. Se celebraven el dijous i divendres de la Pentecosta, o tota la setmana, que solia celebrar-se entre maig i juny. Dover presidia els Jocs a cavall, vestit de forma cerimonial amb barret, ploma i gorguera donats pel rei Jaume. Cavalls i homes es decoraven amb els colors i peces de Dover, llaços grocs enganxats al barret o al voltant del braç, cama o coll. S'aixecaven tendes per als gentilhomes, que arribaven dels comtats veïns de Gloucestershire, Oxfordshire i Worcestershire, i subministraven menjar en abundància. El poeta Nicholas Wallington va escriure que:
Un edifici de fusta provisional era construït cada any, anomenat Castell de Dover, des del qual salves de pólvora sonaven durant les competicions. Els competidors eren convocats al peu del pujol pel so d'una banya de caça per prendre part en diversos esports. Es disparaven canons muntats per donar començament als esdeveniments, que incloïen carreres a cavall, caceres de sabuesos, carreres, salts, danses, llançament de almádena, lluita amb espases, maces, vara, i cos a cos.<r Els premis incloïen trofeus de plata per als tornejos de munta i potser també diners per a la resta de categories.
Les competicions s'arbitraven per oficials anomenats sticklers (puristes), d'on ve la frase anglesa a sticker for the rules (un purista per a les regles). No es conserven puntuacions o rècords de temps de cap dels esdeveniments. Els rellotges portàtils de l'època eren mecanismes «rars, cars i relativament poc fidedignes», però potser el més important fos que «ningú en els temps de Dover tenia molt interès en el registre o superació de rècords».
Assistien visitants de tots els estrats socials, des de treballadors agraris a nobles, alguns dels quals arribaven a viatjar fins a 60 milles (97 km) per veure els Jocs. El Príncep Rupert va participar en 1636.

### Altres diversions
Un joglar disfressat com el poeta grec Homer va entretenir a les multituds, acompanyat d'harpa, per realçar la temàtica Olímpica. Hi havia també un laberint, conegut com a Vila Troia (Troy Town), construït amb blocs de gespa apilats formant murs aproximadament un peu (0.3 m) d'alt, entre els quals ballaven els vilatans. Hi havia tendes i cabines on es jugaven diversos jocs amb petites apostes pel mig, incloent escacs, irish - un joc similar al backgammon – i jocs de cartes com "el centau", un joc semblant al piquet francès. El rei Jaume aprovava els jocs de cartes «quan no tens altres ocupacions... i estàs cansat de llegir... i quan el temps és desapacible i tormentoso», però considerava que els escacs era «un joc massa obsessiu».
Els Jocs concloïen amb un gran espectacle de pirotècnia, centrant el castell.

## Controvèrsia
Al segle xvii molts puritans creien que la menor acció podria portar al pecat i fins i tot al mateix infern si no hi havia penediment. Frunzien el ceny davant festes com el dels Jocs per ser d'origen pagà, i per promoure borratxera i immoralitat, al mateix temps que rebutjaven qualsevol festeig en una celebració catòlica com la de Pentecosta. Una revolta puritana a causa del festival "Portant el mes de maig" de 1627 el Mount Wollaston, al Massachusetts d'aquell temps, va finalitzar amb l'organitzador expulsat del turó. El rei Jaume, d'altra banda, considerava el puritanisme com un desafiament a l'autoritat del monarca.
Les fines vestidures donades pel rei, vestits per Dover quan presidia els Jocs, no eren tan sols una declaració en termes de la moda, també en termes polítics. La ploma en el barret de Dover era una «bandera de desafiament a la virtut» davant els ulls puritans, i fins i tot el midó probablement usat en la rentada de la seva gola era maligne, d'acord amb l'escriptor purità Philip Stubbes. Descrivia el midó com «[un] cert tipus de matèria líquida... amb la qual el Diable els havia instruït [als no puritans] per rentar i tenyir les seves golas».
Jaume I va ser succeït pel rei Carles I d'Anglaterra el 1625. El nou rei va consentir a contracor a una acta del parlament per «castigar diversos abusos del dia del Senyor, anomenat diumenge». Aquesta acta restringia les activitats que tenien permís per celebrar-se en diumenge, i prohibia qualsevol reunió de persones fora de les seves pròpies parròquies en diumenge. Molts terratinents puritans van arribar encara més enllà, prohibint als seus treballadors acudir a les «festes de cervesa», arribant al fet que el 1632, dos jutges del comtat de Somerset declaressin que «totes les festes de cervesa devien en el futur ser eliminades».
L'any següent Carles va revocar al dictat dels jutges de 1632. Va editar una nova versió del Llibre dels Esports (Book of Sports) de Jaume que va ordenar fos llegit a cada església. En ell va escriure:
L'esclat de la Guerra Civil anglesa el 1642 va suposar el final dels Jocs.

## Primer ressorgiment, 1660–1850
Els Jocs van ser instaurats de nou, en certa data posterior a la Restauració de 1660. Dover havia mort el 1652, i despullats de la seva influència, els Jocs es van convertir «simplement en un altre festival de borratxos de poble», segons un relat escrit pel poeta William Somervile el 1740. En aquells dies els Jocs, coneguts com «la Trobada de Dover» (Dover's Meeting), estaven ben establerts i, de nou, bastant populars, i incloïen esdeveniments tals com lluites de sabre. No se sap bé si els contendents lluitaven amb espases de fusta o metall, però no hi ha dubte del perill real que comportaven. Durant una lluita a inicis del segle xix, un dels contendents va ser ferit de tal gravetat que va morir poc temps després. Les competicions de lluita cos a cos s'havien convertit en competicions de "shin-kicking" -puntades de peu als canyells-, amb els participants calçant botes repletes de claus i a vegades amb capdavanteres afilades. El poeta i novel·lista Richard Greus va descriure als Jocs en la seva novel·la picaresca El Quixot Espiritual (1773) com una «reunió barbárica». La crònica dels Jocs de 1740 escrita per Somervile descriu un tumult general en el qual «cadires, i paquets, i bols abonyegats eren llançats / Amb maligna intenció; com bombes, volen les ampolles». Greus va dramatitzar l'entusiasme per la carrera femenina per guanyar un camisón holandès exposat en un pal: «sis joves dones van començar a exhibir-se davant tota la concurrència, en vestits difícilment reconciliables amb les normes de la decència». Cap a 1845 els Jocs van ser organitzats per un publicà, William Drury, que pagava 5 lliures pel dret a fer-ho. Llogava els espais per a cabines i tendes i presumiblement venia l'alcohol per a l'esdeveniment. El reverend Geoffrey Drinkwater Bourne, rector de Weston-sub-Edge, el comtat al qual pertanyia el Pujol de Dover, denunciava que els Jocs reunien fins a 30000 persones pel llavors i que els camps estaven plens de borratxos i individus belicosos. Bourne també afirmava que:
Tals relats poden haver estat exagerats, de qualsevol manera, hi ha molt pocs informes d'actuacions policials en els Jocs, i no hi ha registres legals de denúncies per embriaguesa o baralles.
La posada en escena dels Jocs depenia de l'existència d'una àrea adequada i gran de terra comuna, però para a mitjan segle xix, molta de la terra comuna va ser dividida i tancada. Es va concedir un consentiment per a l'encerclament de la parròquia de Weston-sub-Edge el 1850, assenyalant la fi dels jocs el 1852. Els 969 acres de la parròquia (392 ha) van ser dividits entre grangers locals i terratinents; el reverend Bourne, que uns anys enrere havia protestat tan vigorosament pels Jocs, va rebre 63 acres (25 ha).

## Connexió Shakespeariana
Alguns historiadors han suggerit una al·lusió als Jocs Les alegres comares de Windsor, de William Shakespeare, i van usar aquesta dada com una evidència per suggerir que Shakespeare va poder haver vist els Jocs, però l'al·lusió no està present en l'edició del quart foli de 1602, fent la seva primera aparició en el Primer Foli pòstum de 1623, editat per Henry Condell i John Hemminges. És per tant incert que fos Shakespeare qui va escriure l'al·lusió.
Els primers erudits que van marcar una connexió entre Shakespeare i Dover van ser Samuel Johnson, George Steevens, Thomas Warton, i Edmond Malone; l'historiador Jean Wilson ha comentat que requeria «salts bastant imaginatius tals com que un pujol denominat Bolingbroke [Enric V] fos el pujol en la qual els jocs tenien lloc». Més recentment, l'historiador i secretari de l'Associació dels Jocs de Robert Dover, Francis Burns, ha suggerit que l'escena de la lluita en Al vostre gust reflecteix les lluites dels Jocs.
A pesar que Shakespeare va poder haver conegut a Robert Dover, no hi ha cap evidència que assistís als jocs.

## Segon ressorgiment, 1951–actualitat

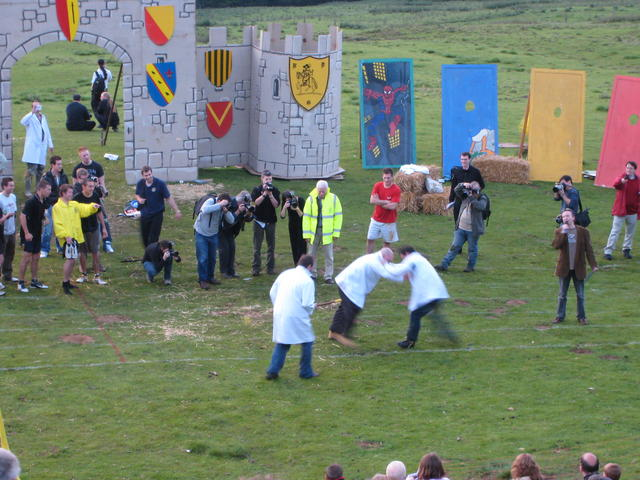
Una competició de "shin-kicking".

El Pujol de Dover va ser comprat pel Trust Nacional el 1928, i fins fa poc havia erigit un monument a Robert Dover. Es van reviure els Jocs per al Festival de Gran Bretanya de 1951, però no van tornar a tenir continuïtat fins a la fundació de l'Associació de Jocs del Robert Dover, el 1965. Els jocs han seguit celebrant-se cada any des de 1966, en la tarda del divendres posterior a les festes del Spring Bank, atraient a milers de visitants, excepte quan un temps excepcionalment dolent o un brot de febre aftosa (glossopeda) van forçat la seva cancel·lació. Un actor caracteritzat com a Dover arriba muntat a cavall per inaugurar els Jocs. Els esdeveniments incloïen el Joc d'estirar la corda, gymkhana, shin-kicking, dwile flonking, motocròs, judo, destrossa de pianos, dansa morris, i, el 1976, poesia. Una vegada fosquejava, s'encenia una gran foguera, al que seguia una processó de torxes des de la plaça en Chipping Campden, on les festes continuaven fins a ben avançada la nit.

L'Associació Olímpica britànica, en la seva reeixida candidatura per a les Olimpíades de Londres 2012, va reconèixer als jocs de Dover com «les primeres sacsejades dels inicis olímpics de Gran Bretanya». En una crònica escrita de 1972, l'entrenador d'atletisme i periodista d'esports Ron Pickering va dir:
| « | La influència dels esports rurals anglesos i l'obra de William Penny Brookes i Robert Dover han estat significatius en el desenvolupament de la filosofia dels Jocs Olímpics. Quasi la meitat dels esdeveniments dels Jocs Moderns estan històricament relacionats amb els esports rurals britànics. Per tant, tenim una certa pretensió arrogant i una responsabilitat per al desenvolupament dels Jocs Olímpics Moderns. | » |
| — William Penny Brookes was the founder of the Wenlock Olympian Society, which held its first annual Games in 1859. | |   |